# 허드 앤 씬
"허드 앤 씬"(영어: Things Heard & Seen)은 2021년 공개된 미국의 공포 스릴러 영화이다.

## 줄거리
1980년, 미술품 복원가 캐서린 클레어는 남편 조지와 딸 프래니와 함께 맨해튼에 살고 있다. 조지가 대학에서 미술사 교수직을 얻게 되면서 가족은 업스테이트 뉴욕의 큰 농가로 이사한다.
신경성 폭식증을 앓는 캐서린은 집에서 고립감을 느낀다. 그녀는 이전 소유주인 스미스 가족의 가계도가 담긴 오래된 성경을 발견한다. 일부 이름은 지워져 있고 "저주받은"이라고 표시되어 있다. 그녀는 영혼의 존재를 느끼고 이상한 빛이 자신을 이끌어 골동품 반지를 찾게 되고, 그 반지를 끼기 시작한다. 프래니는 방에서 여성 영혼을 보고 부모님과 함께 자겠다고 고집한다. 캐서린은 에디와 콜 럭스 형제를 각각 잡역부와 보모로 고용하고, 조지는 에디의 사촌 윌리스와 불륜을 시작한다.
캐서린은 조지의 동료 저스틴 소콜로프와 친구가 된다. 조지는 미술사학과장 플로이드 드비어스를 집으로 초대한다. 플로이드는 영혼의 존재를 느끼지만, 그 영혼이 자비롭다고 캐서린을 안심시키고 교령회를 열겠다고 제안한다. 조지와 캐서린은 파티를 열고, 캐서린은 이전 소유주들이 살인-자살로 사망했으며 그들이 에디와 콜의 부모였고, 자신의 반지가 그들의 어머니 엘라의 것이었음을 알게 된다. 그녀는 조지에게 집의 폭력적인 역사에 대해 따진다. 그들이 다투는 동안 라디오가 재생되기 시작하고, 조지가 라디오를 부술 때에야 멈춘다. 캐서린은 조지에게 프래니를 그의 부모님 댁으로 데려다 달라고 부탁한다.
조지가 없는 동안 캐서린과 플로이드는 교령회를 열고 엘라의 유령이 소환된다. 플로이드는 캐서린에게 집에 또 다른 영혼이 있으니 조심해야 한다고 말한다. 저스틴은 조지와 윌리스의 불륜을 알게 된다. 현장 학습에서 저스틴은 조지와 그의 논문 지도교수 간의 대화를 우연히 듣는데, 지도교수는 조지가 추천서 없이 어떻게 고용되었는지 묻는다. 플로이드는 조지를 추궁하고, 조지는 추천서를 위조했음을 인정한다. 가족 식사에서 캐서린은 조지가 자신의 작품이라고 주장했던 그림들이 사실은 보트 사고로 익사한 그의 사촌이 그린 것임을 알게 된다. 신뢰가 깨진 캐서린은 에디와 불륜을 시작한다.

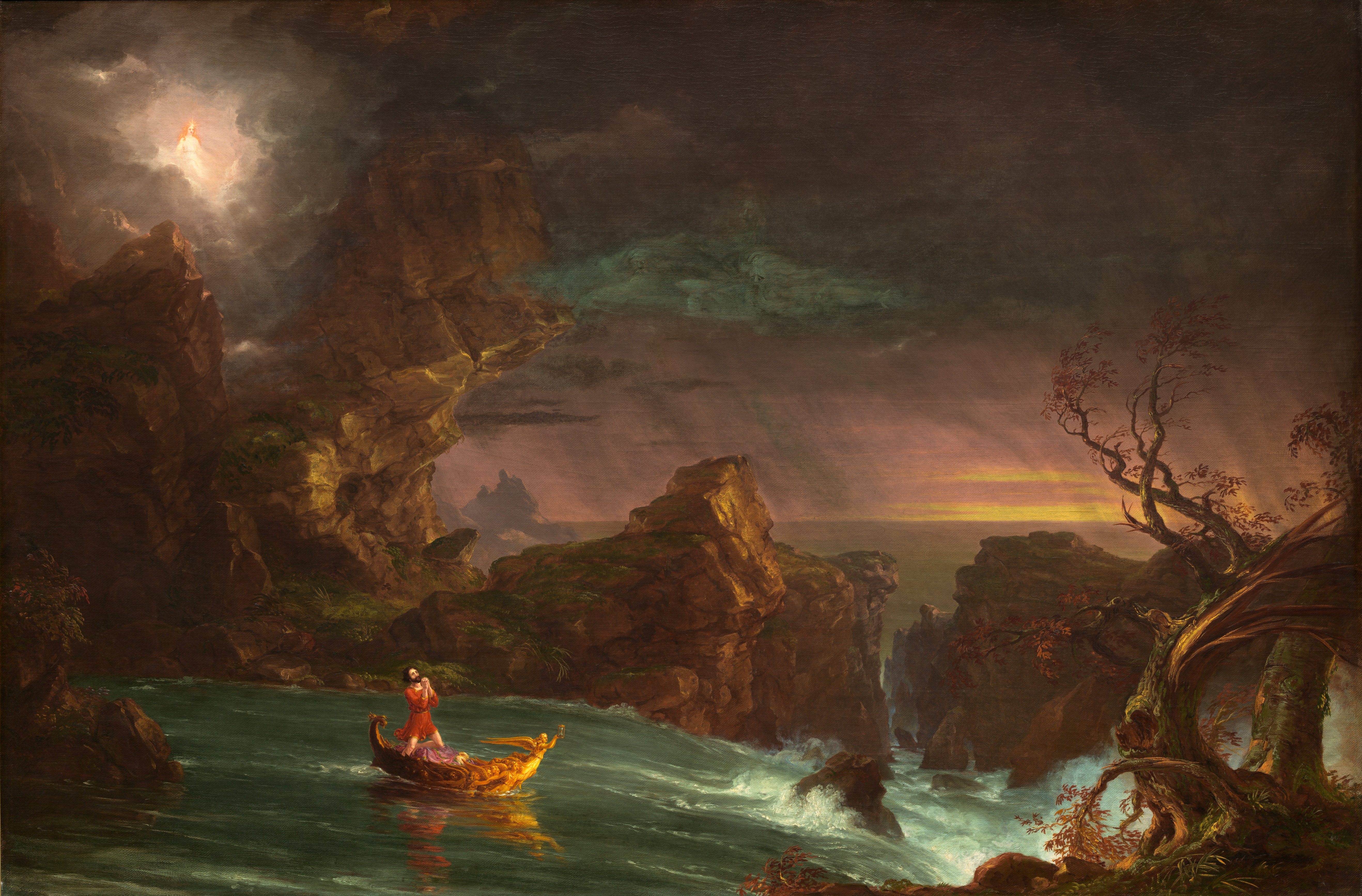
허드슨 리버 화파의 창시자 토머스 콜의 회화 연작 《인생의 항해》 중 성인기 (1842년)

보트 여행에서 조지는 플로이드가 자신을 신고하는 것을 단념시키지 못한다. 나중에 흠뻑 젖은 조지는 캠퍼스로 돌아오고 (플로이드는 보이지 않는다), 저스틴은 조지에게 윌리스와의 불륜에 대해 따진다. 조지는 그녀의 차를 뒤쫓아 도로에서 벗어나게 하여 그녀를 혼수상태에 빠뜨린다. 캐서린은 플로이드의 죽음과 저스틴의 사고 소식을 듣는다. 조지의 교실에서, 플로이드가 그에게 주었던 책에서 나온 죽음과 기독교 십자가가 그려진 신비한 그림이 갑자기 스크린에 투영된다. 조지는 그림을 사라지게 할 수 없어서 분노하고 교실을 뛰쳐나간다.
집으로 돌아온 캐서린은 프래니와 함께 떠날 준비를 한다. 조지는 그녀에게 약을 먹이고 도끼로 살해한다. 아침에 콜은 베이비시팅을 하러 왔다가 조지가 캐서린이 아프니 방해하지 말라는 지시를 발견한다. 조지는 플로이드의 사무실과 직위를 받은 캠퍼스에서 집으로 돌아와 캐서린의 시신을 발견한 척한다. 경찰은 그가 책임이 있다고 의심하지만 증거가 없어 그를 석방한다. 그는 프래니를 코네티컷에 있는 그의 부모님 댁으로 데려간다.
캐서린의 영혼은 엘라의 영혼과 합쳐진다. 그들은 저스틴을 깨우고 조지가 한 일을 보여준다. 저스틴은 경찰에게 진술한다. 체포를 피하기 위해 조지는 사촌의 보트로 탈출하려 한다. 폭풍이 몰아치고 조지의 보트는 불길에 휩싸여 사라진다. 이 장면은 앞서 보았던 그림과 닮아있다. 그러나 이 그림의 십자가는 거꾸로 되어 있어 조지가 저주받았음을 나타낸다.

## 출연

### 주연
- 아만다 사이프리드 - 캐서린 클레어 역
- 제임스 노턴 - 조지 클레어 역
- 나탈리아 다이어 - 윌리스 역
- 레아 시혼 - 저스틴 스콜로프 역

### 조연
- 알렉스 뉴이스테터 - 에디 럭스 역
- F. 머레이 아브라함 - 플로이드 드비어스 역
- 잭 고어 - 콜 역